# Борромео, Луиджи Карло
Луиджи Карло Борромео (26 октября 1893 — 4 июля 1975) — епиcкоп Пезаро c 28 декабря 1952 года по 24 июля 1975 год.

## Биография
Родился в Граффиньяне в 1893 году. 20 марта 1918 года был рукоположен в сан католического священника. 4 ноября 1951 года его назначили вспомогательным епископом епархии Лоди. 2 декабря того же года был рукоположен в сан титулярного епископа Чома.
28 декабря 1952 года был назначен епископом Пезаро.
В течение четырёх сессий был  отцом Второго Ватиканского Собора.
В 1971 году в Пезаро освятил новый приход, посвященный Святому Карло Борромео.
Луиджи Карло Борромео упокоился на 82-м году своей земной жизни 4 июля 1975 года.